# Hemipachnobia subporphyrea
Hemipachnobia subporphyrea là một loài bướm đêm trong họ Noctuidae.